# Giō

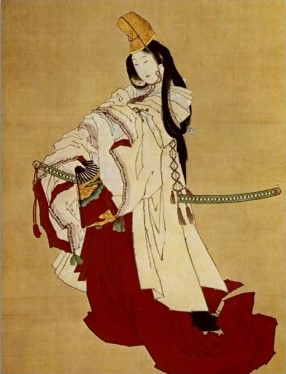
Szene aus dem Drama

Giō (japanisch 祇王), auch Futari Giō (= Die beiden Giō), der Name einer Tänzerin, ist der Titel eines Nō-Dramas von Seami. Das Stück ist im Rahmen der Nō-Kategorie ein Drittspiel.

## Vorbemerkung
Die Tänzerin Giō war die Geliebte des Kanzlers Taira no Kiyomori (1118–1181). Die Geschichte ist im Heike Monogatari überliefert.
Es treten folgende Personen auf:
- Waki: Senoo no Tarō (瀬尾の太郎)
- Tsure: Giō
- Shite: Hotoke
- Ai: Diener

## Handlung (nach Bohner)
1. Akt
  1. Vorspiel. Mit Namensnennungsflöte tritt Senoo no Tarō auf. „Dem stillen Meer“ (d. i. Taira no Kiyomori) diene ich. Senoo no Tarō ist mein Name. Alle Länder ruhen in Frieden, in höchster Blüte steht das Reich. Nun gibt es da eine Shirabyoshi Giō, ihr hat der erlauchte Jōkai vor allen anderen seine liebende Huld zugewandt. Tag und Nacht, ohne Unterschied, hält er Gelage und will immer Giō um sich haben. Nun ist aber aus der Provinz Kaga (加賀) eine andere Shirabyōshi[A 2], der Giō ähnlich, gekommen. Hotoke „Buddha“ (auch Hotoke no Gozen) ist ihr Name. Ungebeten will sie erscheinen, aber Jōkai hat erklärt: „Auch wenn es ein Gott (kami) oder ein Buddha ist, außer Giō will ich niemanden sehen.“ Giō aber hat gesagt: „Da ich Tänzerin bin wie sie, kann ich sie wohl verstehen. Lasst sie auf jeden Fall vor dem Herrn auftreten!“ Um ihre Bitte zu erreichen, ist Giō nun vier oder fünf Tage nicht mehr erschienen. Da hat der Herr befohlen, „Heute soll Hotoke vor mir erscheinen. Nun gehe ich, um diesen Bescheid an Giō (und Hotoke) zu überbringen.“ Gespräch mit  Zwischenspieler (Ai). Dieser ruft Giō heraus.
  2. Giō und Hotoke erscheinen. Gespräch mit Senoo. Erstchor. Hotoke: „Fern in Koshi (越) bin ich geboren: kalt bläst der Bergwind. Weit ist der Weg hierher zur Hauptstadt. Die mich hier sahen, erbarmt es … Giō hat immer Glück, Hotoke ist arm und verlassen. Dem Befehl gemäß wird Hotoke tanzen, und Giō soll mit ihr tanzen.“ Gespräch. Chor. Zwischenspiel.
2. Akt
  1. Zum festlichen Tanz gekleidet treten Giō und Hotoke auf und tanzen zusammen. Vortrag und Tanz greifen nun – in hoher dichterischer Komposition – dem Hörer wohlvertraute Motive paralleler Situationen aus der chinesischen Geschichte auf. Beide zusammen. „Des Goldenen Tales Frühlingsblüten sanken einst dahin! Shi-chung und Yuan-chu in Frühlingsblüten im Goldtale ruhend … wurden plötzlich vom Feind überfallen und getötet. Kusutais Herbstmond verbarg sich in Nirwana-Wolken. (Wie träumten Fuch'a und Xi-shi in Kusutai schön, kamen aber plötzlich zu Tode!)“
  2. „Blüte und Pracht währt nur eine kurze Zeit und sinkt dann für immer dahin. Lieblicher Traum des Nachts; und (ernüchternd) das Erwachen am Morgen. Und wieder zum Traum kehren wir zurück. Alle die Schönen hat Kiyomori versammelt, und Giō, die eine, ist vor allem geliebt. Hotoke aber – wer einmal sie tanzen sieht, ist hingerissen. Auch Kiyomori, sie tanzend sehend, ist entzückt“. Senoo: „Jōkai (Kiyomori) findet beide Tänzerinnen hervorragend, befiehlt jedoch, dass Giō aussetze und Hotoke alleine tanze.“ Giō: „So werde ich vorerst nach Hause gehen.Ich habe hier nichts mehr zu tun.“ Senoo wehrt ab, das würde der Herr sehr übel nehmen. Nur: Hotoke soll nun alleine tanzen. Sie tanzt.
  3. Chor: „Des Herren Gunst hat sich völlig gewandelt.“ Hotoke: „Hab' keine Sorgen, Giō! Buddha (Hotoke) heiße ich, und nie und nimmer werde ich mich mit Jōkai einlassen und ihm angehören.“ Hotoke tritt vor Giō und gelobt ihr das fest und unverbrüchlich.